# 松本美弥子
松本美弥子（まつもと みやこ、1970年 - ）は日本の脚本家。愛知県生まれ。早稲田大学第一文学部卒。日本脚本家連盟のゼミナールで学ぶ。遊園地勤務を経て、BSドラマ「19borders」（2004年）でデビュー。「科捜研の女」などの木曜ミステリーの脚本などを執筆。